# شاپرک بیست‌پر
شب‌پره بیست‌پر (نام علمی: Alucita hexadactyla)، یک " ریزشب‌پره " از خانواده شب‌پره‌های پُرپَر (شاپرک‌های بادبزنی) است که در اوراسیا یافت می‌شود. در گذشته تصور می‌شد که در آمریکای شمالی نیز یافت می‌شود، اما مطالعه‌ای در سال ۲۰۰۴ نشان داد که گونه‌های آمریکای شمالی متمایز و مجزا هستند.